# 小行星5598
小行星5598（5598 Carlmurray）是一颗绕太阳运转的小行星，为主小行星带小行星。该小行星于1991年8月8日发现。
該小行星以英國行星科學家卡爾·D·莫瑞命名。

## 轨道参数
小行星5598的轨道半长轴为2.1903316 UA，离心率为0.113。